# Hamburger Leichtathletik-Verband
Der Hamburger Leichtathletik-Verband e. V. (kurz: HLV oder HHLV) ist einer der 20 Landesverbände im DLV (Deutscher Leichtathletik-Verband) und für das Bundesland Hamburg und einige Umlandgemeinden zuständig.

## Organisation / Struktur

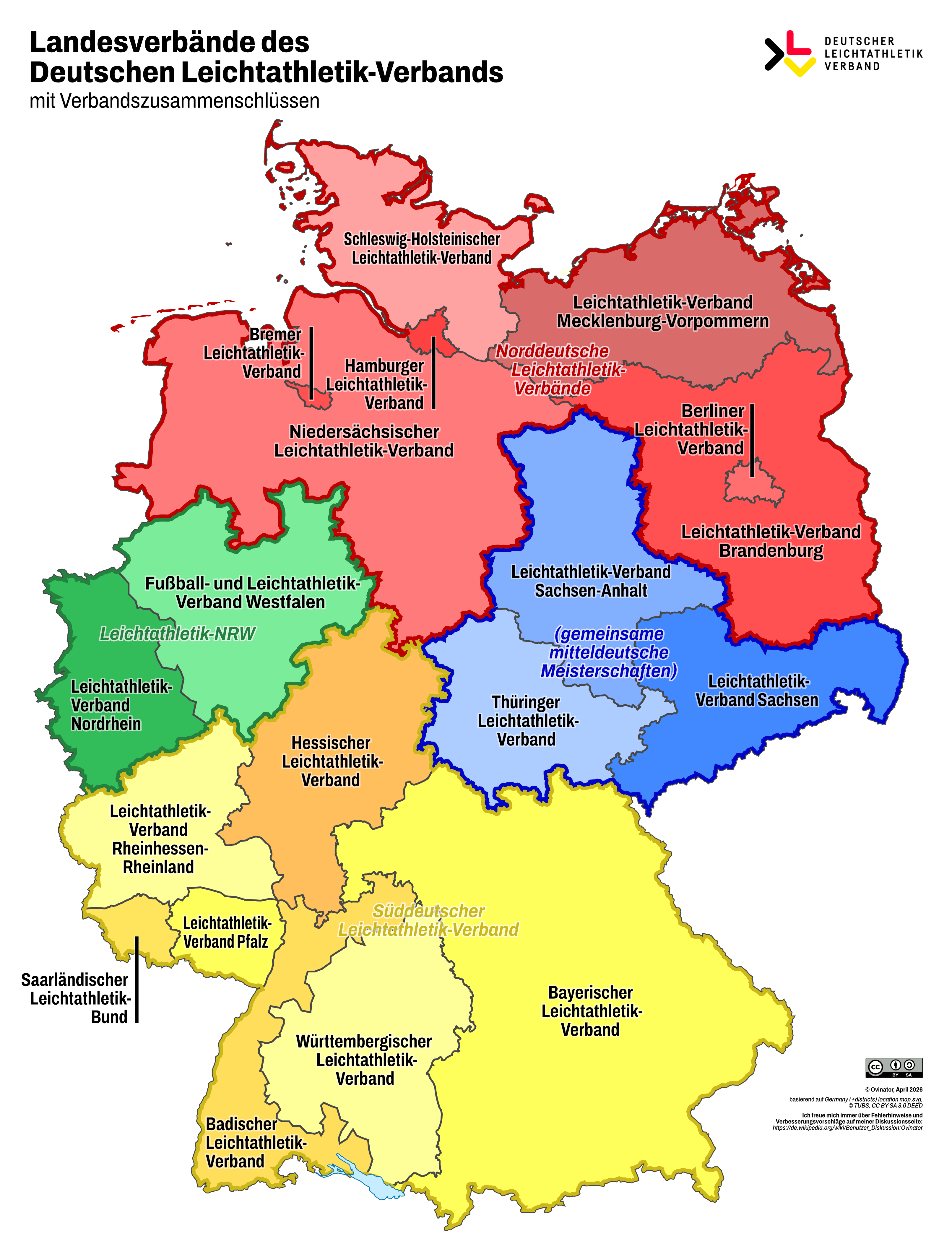
HLV in Deutschland

Das Gebiet des HLV ist nicht, wie bei den meisten anderen DLV-Landesverbänden, in Bezirke und Kreise aufgeteilt. Daher sind die einzigen durchgeführten Meisterschaften Landesmeisterschaften. Regional nehmen Hamburger Verbandsathleten zusätzlich an Norddeutschen Meisterschaften teil. Der HLV organisiert bis 2007 einschließlich u. a. den Hamburg-Marathon, dessen Veranstaltungsorganisator („Race Director“) Wolfram Götz bis August 2007 zugleich den Posten des Geschäftsführers der Geschäftsstelle des HLV innehatte. Für die Jahre 2008 bis 2012 hatte der HLV die Veranstaltungsrechte an die Agentur act agency GmbH vergeben.
Zum 31. Oktober 2009 waren 64 Vereine mit einer Leichtathletiksparte Mitglied im HLV und indirekt damit 6091 Vereinsmitglieder (2007: 6381). Darin inbegriffen sind die 562 Leichtathleten der LG Wedel-Pinneberg, die zum Jahreswechsel 2007 vom Schleswig-Holsteinischen in den Hamburger Leichtathletik-Verband gewechselt waren.
Der Jahresetat des Verbandes lag 2003 nach Verbandsangaben bei ca. 2 Mio. Euro für den Hamburg-Marathon. Für die sonstigen Aktivitäten waren 2006 180.000 und 2007 230.000 Euro Budget veranschlagt. Für die Jahre 2008 bis 2012 wurde mit den Rechten auch das Budget des Hamburg-Marathons an die Eventagentur Act Agency GmbH vergeben, die dafür mit einer jährlichen Lizenzzahlung in Höhe von 250.000 Euro das Verbandsbudget auf ca. 450.000 Euro/Jahr aufstocken wird.

## Entwicklung / Geschichte
Der Hamburger Leichtathletik-Verband wurde 1911 als Hamburger Verband für Leichtathletik (H.V.f.L.) gegründet (Eintragung ins Vereinsregister am 12. Januar 1967). Stärker als andere Landesverbände ist der Hamburger Leichtathletikverband seit den 1980er Jahren von einem Rückgang der Mitgliederzahlen in der organisierten Vereinsleichtathletik und von der Abwanderung von Spitzenathleten (z. B. Ingo Schultz) betroffen. Der seit Ende der 1950er Jahre geplante Bau einer Hamburger Leichtathletikhalle stellte, da trotz mehrerer Grundsteinlegungen (zuletzt 2003) erst 2005 tatsächlich begonnen, über Jahrzehnte ein Kuriosum der Hamburger Sportpolitik dar. Die Leichtathletikhalle wurde am 29. November 2006 eingeweiht.

## Präsidium
- Präsident (seit Februar 2009): Wolfgang Müller-Kallweit[10]
- Vizepräsidenten: Boris Gonser (Finanzen), Ingo Schultz (Leistungssport und Lehre)[10]

## Verbandsrekorde
Die Daten sind den Rekordlisten des HHLV entnommen.
| = Weltrekord                   | = Europarekord            | = Deutscher Rekord | = U20-Weltrekord |
| * = Ausstehende Ratifizierung; | i = In der Halle erzielt; | (h) = Handgestoppt |                  |

### Freiluft

#### Männer
| Disziplin                 | Leistung       | Name                                       | Verein                     | Datum           | Ort               |
| ------------------------- | -------------- | ------------------------------------------ | -------------------------- | --------------- | ----------------- |
| 100 m                     | 10,20 s        | Lucas Ansah-Peprah                         | Hamburger SV               | 05.06.2021      | Braunschweig      |
| 200 m                     | 20,35 s        | Owen Ansah                                 | Hamburger SV               | 14.08.2021      | La Chaux-de-Fonds |
| 400 m                     | 45,06 s        | Ingo Schultz                               | TSG Bergedorf              | 11.07.2003      | Rom               |
| 800 m                     | 1:46,53 min    | Stephan Plätzer                            | Hamburger SV               | 14.06.1989      | Koblenz           |
| 1000 m                    | 2:19,92 min    | Christoph Meyer                            | Hamburger SV               | 18.07.1992      | Lindau            |
| 1500 m                    | 3:37,84 min    | Christoph Meyer                            | Hamburger SV               | 26.08.1992      | Koblenz           |
| 3000 m                    | 7:57,36 min    | Olaf Thomsen                               | LG Hammer Park             | 14.08.1984      | Hechtel           |
| 5000 m                    | 13:32,68 min   | Arne Gabius                                | LT Haspa Marathon          | 13.06.2015      | New York City     |
| 10.000 m                  | 27:43,93 min   | Arne Gabius                                | LT Haspa Marathon          | 29.05.2015      | Eugene            |
| 10 km                     | 28:07 min      | Arne Gabius                                | LT Haspa Marathon          | 11.10.2015      | Berlin            |
| 10 km (Mannschaft)        | 1:35:40 h      | Turnerbund Hamburg-Eilbeck                 | Turnerbund Hamburg-Eilbeck | 21.03.2021      | Dresden           |
| 10 km (Mannschaft)        | 1:35:40 h      | Abellan-Ossenbach - Hiller - Nüser         |                            | 21.03.2021      | Dresden           |
| Halbmarathon              | 1:02:34 h      | Arne Gabius                                | LT Haspa Marathon          | 15.03.2015      | New York City     |
| Halbmarathon (Mannschaft) | 3:20:47 h      | TSG Bergedorf                              | TSG Bergedorf              | 10.04.1994      | Melle             |
| Halbmarathon (Mannschaft) | 3:20:47 h      | Schwarz - Benecke - Hünerberg              |                            | 10.04.1994      | Melle             |
| Marathon                  | 2:08:33 h      | Arne Gabius                                | LT Haspa Marathon          | 25.10.2015      | Frankfurt am Main |
| Marathon (Mannschaft)     | 7:15:51 h      | TSG Bergedorf                              | TSG Bergedorf              | 24.04.1995      | Hamburg           |
| Marathon (Mannschaft)     | 7:15:51 h      | Schwarz - Benecke - Hünerberg              |                            | 24.04.1995      | Hamburg           |
| 100 km                    | 7:02:54 h      | Thomas Hansen                              | TuS Germania Schnelsen     | 01.06.1997      | Seevetal          |
| 100 km (Mannschaft)       | 26:31:22 h     | LAV Hamburg-Nord                           | LAV Hamburg-Nord           | 05.09.1992      | Elte (Rheine)     |
| 100 km (Mannschaft)       | 26:31:22 h     | Marquardt - Rheinländer - Hottas           |                            | 05.09.1992      | Elte (Rheine)     |
| 110 m Hürden              | 13,39 s        | Helge Schwarzer                            | Hamburger SV               | 04.07.2009      | Ulm               |
| 400 m Hürden              | 49,63 s        | Helge Bormann                              | TSG Bergedorf              | 03.07.1994      | Erfurt            |
| 3000 m Hindernis          | 8:27,46 min    | Andreas Fischer                            | Hamburger SV               | 06.07.1990      | Wattenscheid      |
| 4 × 100 m                 | 40,1 s (h)     | SV Polizei Hamburg                         | SV Polizei Hamburg         | 06.08.1967      | Stuttgart         |
| 4 × 100 m                 | 40,1 s (h)     | Hirscht - Peters - Schröder - Rahn         |                            | 06.08.1967      | Stuttgart         |
| 4 × 400 m                 | 3:10,6 min (h) | SV St. Georg von 1895                      | SV St. Georg von 1895      | 07.08.1966      | Hannover          |
| 4 × 400 m                 | 3:10,6 min (h) | Ehemann - Bredemeier - Isermann - Ulbricht |                            | 07.08.1966      | Hannover          |
| 4 × 800 m                 | 7:30,9 min (h) | Hamburger SV                               | Hamburger SV               | 05.09.1976      | Hannover          |
| 4 × 800 m                 | 7:30,9 min (h) | Meyer, R. - Wenderoth - Gnüchtel - Pankow  |                            | 05.09.1976      | Hannover          |
| 3 × 1000 m                | 7:17,33 min    | LG Hammer Park                             | LG Hammer Park             | 11.09.1983      | Berlin            |
| 3 × 1000 m                | 7:17,33 min    | Rohaly - Husmann - Mohr                    |                            | 11.09.1983      | Berlin            |
| 4 × 1500 m                | 15:09,06 min   | Hamburger SV                               | Hamburger SV               | 23.07.1989      | Dortmund          |
| 4 × 1500 m                | 15:09,06 min   | Brechtel - Meyer, C. - Fischer - Plätzer   |                            | 23.07.1989      | Dortmund          |
| 20-km-Gehen               | 1:28:36 h      | Fritz Helms                                | Meiendorfer SV             | 09.06.1985      | Eschborn          |
| 20-km-Gehen (Mannschaft)  | 4:41:40 h      | Meiendorfer SV                             | Meiendorfer SV             | 29.05.1983      | Eschborn          |
| 20-km-Gehen (Mannschaft)  | 4:41:40 h      | Helms - Hansen - Steinhardt                |                            | 29.05.1983      | Eschborn          |
| 50-km-Gehen               | 4:05:00 h      | Fritz Helms                                | Meiendorfer SV             | 20.04.1986      | Ichenhausen       |
| 50-km-Gehen (Mannschaft)  | 12:57:39 h     | Meiendorfer SV                             | Meiendorfer SV             | 20.04.1986      | Ichenhausen       |
| 50-km-Gehen (Mannschaft)  | 12:57:39 h     | Helms - Hansen - Braun                     |                            | 20.04.1986      | Ichenhausen       |
| Hochsprung                | 2,14 m         | Sven Schroeder                             | LG Hammer Park             | 12.06.1983      | Hamburg           |
| Stabhochsprung            | 5,60 m         | Michael Stolle                             | Hamburger SV               | 27.05.2005      | Dessau            |
| Weitsprung                | 8,34 m         | Sebastian Bayer                            | Hamburger SV               | 01.07.2012      | Helsinki          |
| Dreisprung                | 16,70 m        | Kersten Wolters                            | LG Hammer Park             | 01.07.1990      | Essen             |
| Kugelstoß                 | 18,51 m        | Reinhard Vogt                              | TSV Wedel                  | 17.06.1972      | Tönning           |
| Diskuswurf                | 66,87 m        | Markus Münch                               | LG Wedel-Pinneberg         | 25.06.2011      | Cottbus           |
| Hammerwurf                | 72,70 m        | Hans-Martin Lotz                           | Hamburger SV               | 23.09.1979      | Hamburg           |
| Speerwurf                 | 80,76 m        | Knut Hempel                                | Hamburger SV               | 13.08.1989      | Hamburg           |
| Fünfkampf                 | 3983 Punkte    | Rainer Sonnenburg                          | Hamburger SV               | 05.05.1984      | Salzburg          |
| Fünfkampf (Mannschaft)    | 10.664 Punkte  | Hamburger SV                               | Hamburger SV               | 24.09.1960      | Hamm              |
| Fünfkampf (Mannschaft)    | 10.664 Punkte  | Salomon - Bock - Stelzner                  |                            | 24.09.1960      | Hamm              |
| Zehnkampf                 | 7935 Punkte    | Rainer Sonnenburg                          | Hamburger SV               | 10./ 11.08.1985 | Dillingen         |
| Zehnkampf (Mannschaft)    | 22.101 Punkte  | Hamburger SV                               | Hamburger SV               | 09./ 10.07.1988 | Rhede             |
| Zehnkampf (Mannschaft)    | 22.101 Punkte  | Borchert - Bielert - Kortmann              |                            | 09./ 10.07.1988 | Rhede             |
| Stand: 16. August 2021    |                |                                            |                            |                 |                   |

#### Frauen
| Disziplin                 | Leistung       | Name                                     | Verein                | Datum           | Ort               |
| ------------------------- | -------------- | ---------------------------------------- | --------------------- | --------------- | ----------------- |
| 100 m                     | 11,65 s        | Anna Holzmann                            | SC Poppenbüttel       | 25.07.2020      | Zeven             |
| 200 m                     | 23,55 s        | Solveig Pribnow                          | Buxtehuder SV         | 06.07.1991      | Lübeck            |
| 400 m                     | 52,89 s        | Helga Henning                            | SV Polizei Hamburg    | 16.10.1968      | Mexiko-Stadt      |
| 400 m                     | 52,89 s        | Inge Bödding                             | LG Nord-West Hamburg  | 12.08.1971      | Helsinki          |
| 800 m                     | 2:02,96 min    | Astrid Bartels                           | LG Nord-West Hamburg  | 22.07.1988      | Frankfurt am Main |
| 1000 m                    | 2:40,07 min    | Diana Sujew                              | LT Haspa Marathon     | 18.05.2014      | Pliezhausen       |
| 1500 m                    | 4:05,62 min    | Diana Sujew                              | LT Haspa Marathon     | 13.07.2013      | Heusden           |
| 3000 m                    | 8:47,68 min    | Diana Sujew                              | LT Haspa Marathon     | 08.09.2013      | Rieti             |
| 5000 m                    | 15:49,77 min   | Sabrina Mockenhaupt                      | LT Haspa Marathon     | 29.04.2017      | Berlin            |
| 10.000 m                  | 32:28,22 min   | Sabrina Mockenhaupt                      | LT Haspa Marathon     | 09.06.2018      | Leiden            |
| 10 km                     | 33:16 min      | Sabrina Mockenhaupt                      | LT Haspa Marathon     | 12.02.2017      | Schoorl           |
| 10 km (Mannschaft)        | 1:42:52 h      | LT Haspa Marathon                        | LT Haspa Marathon     | 03.09.2017      | Bad Liebenzell    |
| 10 km (Mannschaft)        | 1:42:52 h      | Mockenhaupt - Sussmann - Stockhecke      |                       | 03.09.2017      | Bad Liebenzell    |
| Halbmarathon              | 1:10:54 h      | Sabrina Mockenhaupt                      | LT Haspa Marathon     | 09.04.2017      | Hannover          |
| Halbmarathon (Mannschaft) | 4:09:30 h      | Hamburg Running                          | Hamburg Running       | 08.04.2018      | Hannover          |
| Halbmarathon (Mannschaft) | 4:09:30 h      | Meyer - Josenhans - Bechtloff            |                       | 08.04.2018      | Hannover          |
| Marathon                  | 2:31:30 h      | Mona Stockhecke                          | LT Haspa Marathon     | 30.10.2016      | Frankfurt am Main |
| Marathon (Mannschaft)     | 8:33:25 h      | LT Haspa Marathon                        | LT Haspa Marathon     | 30.10.2016      | Frankfurt am Main |
| Marathon (Mannschaft)     | 8:33:25 h      | Stockhecke - Hoffmann, D. - Hoffmann, N. |                       | 30.10.2016      | Frankfurt am Main |
| 100 km                    | 7:54:13 h      | Ricarda Botzon                           | Harburger TB 1865     | 16.09.1995      | Winschoten        |
| 100 m Hürden              | 13,27 s        | Silke Nahler                             | Hamburger SV          | 28.07.1990      | Hamburg           |
| 400 m Hürden              | 56,30 s        | Anika Ahrens                             | Hamburger SV          | 20.08.2000      | Jena              |
| 3000 m Hindernis          | 9:36,26 min    | Jana Sussmann                            | LT Haspa Marathon     | 02.09.2018      | Berlin            |
| 4 × 100 m                 | 46,16 s        | LG Nord-West Hamburg                     | LG Nord-West Hamburg  | 23.07.1988      | Frankfurt am Main |
| 4 × 100 m                 | 46,16 s        | Schmidt - Fuchs - Hühn - Nahler          |                       | 23.07.1988      | Frankfurt am Main |
| 4 × 400 m                 | 3:41,89 min    | LAV Hamburg-Nord                         | LAV Hamburg-Nord      | 17.08.1980      | Hannover          |
| 4 × 400 m                 | 3:41,89 min    | Thiessel - Dammann - Hansen - Sievers    |                       | 17.08.1980      | Hannover          |
| 3 × 800 m                 | 6:39,6 min (h) | LG Alstertal-Garstedt                    | LG Alstertal-Garstedt | 27.05.1967      | Hamburg           |
| 3 × 800 m                 | 6:39,6 min (h) | Heer - Gleichfeld - Kessler              |                       | 27.05.1967      | Hamburg           |
| 3 × 800 m                 | 6:39,6 min (h) | LAV Hamburg-Nord                         | LAV Hamburg-Nord      | 08.10.1978      | Dortmund          |
| 3 × 800 m                 | 6:39,6 min (h) | Waidt - Dammann - Przybyla               |                       | 08.10.1978      | Dortmund          |
| Hochsprung                | 1,88 m         | Claudia Liedtke                          | LG Nord-West Hamburg  | 19.07.1992      | Berlin            |
| Stabhochsprung            | 3,95 m         | Karolin Wallat                           | Buxtehuder SV         | 17.05.2014      | Bremen            |
| Weitsprung                | 6,71 m         | Claudia Tonn                             | LAV Hamburg-Nord      | 01.06.2009      | Wesel             |
| Dreisprung                | 13,56 m        | Nadja Käther                             | Hamburger SV          | 12.07.2014      | Hamburg           |
| Kugelstoß                 | 15,80 m        | Gabriele Krause                          | LAV Hamburg-Nord      | 21.05.1983      | Fürth             |
| Diskuswurf                | 49,34 m        | Gudrun Kapolke                           | Hamburger SV          | 17.05.1958      | Hamburg           |
| Hammerwurf                | 53,98 m        | Kristin Böttcher                         | LG Wedel-Pinneberg    | 12.07.2009      | Hamburg           |
| Speerwurf                 | 54,20 m        | Manuela Alizadeh                         | LAV Hamburg-Nord      | 15.06.1980      | Bremen            |
| Siebenkampf               | 5808 Punkte    | Ute Niendorf                             | LG Nord-West Hamburg  | 15./ 16.06.1991 | Dillingen         |
| Siebenkampf (Mannschaft)  | 16.650 Punkte  | LG Nord-West Hamburg                     | LG Nord-West Hamburg  | 09./ 10.07.1988 | Rhede             |
| Siebenkampf (Mannschaft)  | 16.650 Punkte  | Hühn - Niendorf - Schmidt                |                       | 09./ 10.07.1988 | Rhede             |
| Stand: 16. August 2021    |                |                                          |                       |                 |                   |